# Sypilus
Sypilus es un género de escarabajos de la familia Cerambycidae.

## Especies
Se reconocen las siguientes:
- Sypilus boeroi
- Sypilus ferrugineus
- Sypilus orbignyi